# Vannes-le-Châtel
Vannes-le-Châtel is een gemeente in het Franse departement Meurthe-et-Moselle (regio Grand Est) en telt 548 inwoners (2005). De plaats maakt deel uit van het arrondissement Toul.

## Geografie
De oppervlakte van Vannes-le-Châtel bedraagt 17,3 km², de bevolkingsdichtheid is 31,7 inwoners per km².
De onderstaande kaart toont de ligging van Vannes-le-Châtel met de belangrijkste infrastructuur en aangrenzende gemeenten.

## Demografie
Onderstaande figuur toont het verloop van het inwonertal (bron: INSEE-tellingen).